# Aromata
Aromata (in greco : Αρώματα, lett. "spezie, aromatici"), chiamato anche Porto delle spezie, era un emporio e porto marittimo nel Corno d'Africa, oggi parte della Somalia. Si trovava vicino alla punta di Capo Guardafui, che a sua volta era chiamato il "promontorio delle spezie" (Aromaton akron, Αρώματον ἄκρον). Era celebre per il commercio di resine e varie erbe.

## Descrizione
Secondo un testo del I secolo, il Periplo del Mar Eritreo, il "porto delle spezie" (Aromaton Emporion, Ἀρωμάτων ἐμπόριον) aveva una rada o un ancoraggio (Hormos) nella terra di Barbaria. Era uno dei porti del "lato lontano", che si trovavano in una linea lungo la costa nord della Somalia. Erano "lontani" perché venivano dopo Adulis e oltre lo stretto di Bab-el-Mandeb. I mercanti lasciavano l'Egitto a luglio per raggiungerli. Aromata era il sesto porto dopo Zeyla (Aualites), Berbera (Malao), Heis (Moundou), Bandar Kasim (Mosullon) e Bandar Alula (Akannai). Può essere identificata con Damo, un sito protetto a sud ma esposto a nord. Occasionalmente poteva essere pericoloso per le navi. L'archeologo britannico Neville Chittick ha scoperto ceramica romana vicino a Damo, confermandone l'identificazione.  In precedenza, George Wynn Brereton Huntingford la aveva identificata con Olok (Olog), che è 3 km più a ovest.
Secondo la Geografia di Tolomeo del II secolo, un mercante di nome Diogene, di ritorno dall'India, fu spinto a sud da un vento del nord mentre si avvicinava ad Aromata. Navigò per 25 giorni con la costa delle Troglodite alla sua destra (ovest) quasi fino a Rhapta in Azania. Citando Marinus di Tiro, Tolomeo aggiunge che un mercante di nome Teofilo viaggiò da Rhapta per Aromata in venti giorni con un vento da sud. Tolomeo sottolinea che si trattavano di singoli viaggi e non conosce il numero medio di giorni per navigare tra Aromata e Rhapta. Posiziona Aromata 6 ° N, mentre Marinus la posiziona 4,25 ° N. Cita un certo Dioskoros per la posizione di Capo Prason, il punto più meridionale raggiunto dai Greci in Africa, "molti giorni" oltre Rhapta. Quindi stima la distanza da Aromata a Cape Prason come 20,67 ° di latitudine. Tolomeo dice anche di aver sentito dai commercianti che la direzione dall'Arabia Felix ad Aromata è verso sud-ovest, non verso sud. Pone Aromata nel Golfo di Aden e non nell'Oceano Indiano.
Aromata, come tutti gli altri porti sul Golfo di Aden, era indipendente e governata dal suo stesso capo. Le sue maggiori esportazioni erano incenso e tutti i tipi di cassia (gizeir, asuphe, magla e moto). Potrebbe essere stato un importante porto di trasbordo di merci provenienti dall'India e dal sud-est asiatico, essendo quest'ultimo il principale luogo di produzione della cassia. Esportava anche grano, riso, olio di sesamo e tela di cotone. Secondo il Periplus, una nave avvertita ad Aromata di una tempesta in avvicinamento nell'Oceano Indiano potrebbe rifugiarsi a Tabai (Chori Hordio), due giorni di navigazione e dall'altra parte del promontorio.
Il Monumentum Adulitanum era un'iscrizione monumentale del IV secolo del re Ezana di Axum, che registra le sue varie vittorie in guerra. È andato perduto, ma il suo testo è stato copiato nel VI secolo da Cosma Indicopleuste nella sua Topografia cristiana. Descrive la conquista più orientale di Ezana come "terra degli aromatici", tradotto anche "Terra dell'incenso" o "paese dell'incenso":
Paul Henze prende questo testo per riferirsi all'intera "regione costiera secca, un'importante fonte di incenso" proveniente dalle pianure di quella che oggi è l'Eritrea, attraverso la Somalia e forse anche una parte dell'Arabia meridionale. Yuzo Shitomi suggerisce che in realtà potrebbe essere stato Hadramawt, nell'Arabia meridionale. LP Kirwan distingue due terre di incenso: quella del Monumentum Adulitanum (che egli pone in Sud Arabia) e quello della Topografia Cristiana (che sarebbe l'Aromata dei Periplo e Tolomeo).